# Anouar Malek
Anouar Malek (en arabe : أنور مالك), de son vrai nom Nouar Abdelmalek, né le 18 juillet 1972, dans la ville de la Cheria, à Tébessa, est un ancien officier, écrivain et journaliste algérien.

## Biographie
Il s'est enfui à l'étranger en 2006 et a obtenu l'asile politique en France après avoir été emprisonné et torturé à Alger en 2005, l'histoire de son emprisonnement et de sa torture a été médiatisée dans le cadre des questions de droits humains en Algérie.
Anouar Malek poursuit en justice, en 2009, Aboudjerra Soltani, ministre d'État et leader des Frères musulmans en Algérie.
Il a continué à susciter la polémique, que ce soit dans ses messages sur les chaînes satellitaires ou à travers ses articles, et il a fait sensation lorsqu'il s'est rendu au Sahara occidental fin juillet 2010 et a publié un article de presse sous le titre « Trois jours à Dakhla avec des personnes qui ne croient qu'à l'autodétermination » et à travers 5 épisodes publiés par le journal Elchorouk à partir de début août 2010. Depuis, les médias marocains s'en sont pris à lui, accusé de se ranger du côté de la thèse algérienne.
En août 2023, des membres de sa famille sont arrêtés. Deux de ses frères sont exclus de la gendarmerie nationale algérienne.

## Prises de position
Fin 2011, Anouar Malek participe à la mission d'observation de la Ligue arabe en Syrie, mais il a par la suite annoncé son retrait et a témoigné sur la répression du peuple syrien. Il a déclaré que le régime du président Bachar al-Assad exerce des violences contre les manifestants. Il a fait l'objet de harcèlements de la part des services de renseignement syriens et a été attaqué par les médias officiels ainsi que par des loyalistes au Liban, en particulier ceux affiliés au Hezbollah.
Anouar Malek a souvent été critique envers le régime iranien.
Il est accusé par des médias algériens de faire de la désinformation contre le régime algérien, notamment en soutenant systématiquement les positions marocaines contre les positions algériennes.

## Publications
- Le déferlement de la corruption et l’empiétement de Ben Laden en Algérie (en arabe : طوفان الفساد وزحف بن لادن في الجزائر)- Maison d'édition et de distribution Aktob au Caire.
- Le renseignement marocain et ses guerres secrètes contre l'Algérie (en arabe : المخابرات المغربية وحروبها السرية على الجزائر)- Fondation Elchorouk pour les médias et l'édition - Algérie 2011.
- Les secrets des chiites et le terrorisme en Algérie (en arabe : أسرار الشيعة والإرهاب في الجزائر)- Fondation Elchorouk pour les médias et l'édition - Algérie 2011.
- La révolution d'une nation : les secrets de la mission de la Ligue arabe en Syrie (en arabe : ثورة أمة: أسرار بعثة الجامعة العربية إلى سورية)- Obeikan - Arabie saoudite 2013.